# Хлопці з віниками (фільм)
Хлопці з віниками — кінофільм.

## Сюжет
Спортсмен-керлер Кріс Каттер (Пол Гросс) зробив дві великі помилки: він покинув свою наречену Джулі Фолі (Мішель Нолден) біля вівтаря та залишив свою команду з керлінгу прямо під час проведення турніру «Золотий віник».
Тренер Кріса перед смертю заповів йому знову зібрати команду та виграти «Золотий віник». Але щоби це зробити, Крісу потрібно вмовити свого батька (в минулому чемпіон світу з керлінгу) стати тренером знову створеної команди, але це не так просто, батько тепер хіппі…

## Призи та нагороди
Фільм завоював Canadian Comedy Awards в номінації «досить дотепний напрямок».

## В ролях
| Актор           | Роль           |
| --------------- | -------------- |
| Пол Гросс       | Кріс Каттер    |
| Коннор Прайс    | Брендон Фолі   |
| Леслі Нільсен   | Гордон Каттер  |
| Кері Матчетт    | Лінда          |
| Моллі Паркер    | Емі Фолі       |
| Мішель Нолден   | Джулі Фолі     |
| Пітер Отербрідж | Джеймс Леннокс |
| Джед Рііс       | Едді Стромбек  |
| Поллі Шеннон    | Джоан          |